# Populus szechuanica
Populus szechuanica is een populierensoort uit de sectie Tacamahaca (Balsempopulieren). Het natuurlijke verspreidingsgebied ligt in de gematigde zones van China.

## Beschrijving
Populus szechuanica is een tot 40 meter hoge loofboom met een ronde kroon en een grijs-witte, naar de basis toe gebarsten schors.
De knoppen zijn paars, kaal en plakkerig. De bladeren hebben een rode steel van 2 tot 7 centimeter lang. De bladen zijn eirond tot langwerpig eirond 8-10 cm lang en 5 tot 15 centimeter breed, taps afgerond met een licht hartvormige basis. Het bovenste bladoppervlak is donkergroen, de onderkant lichtgroen en behaard in de aderen. De bladeren zijn roodachtig bij het ontluiken, de bladaderen en de stengel blijven rood.
De bloemen zijn tweehuizig zoals bij alle populieren. Het vrouwelijke katje is tot 16 centimeter lang.
De zaadcapsules zijn eivormig, 7 tot 9 millimeter lang en kaal. De bloemen verschijnen van april tot mei, de vruchten rijpen van mei tot juni.

## Verspreiding
Het natuurlijke verspreidingsgebied ligt in de gematigde zone van de Chinese provincies: Gansu, Shaanxi, Sichuan, Xizang en Yunnan. Hier groeit Populus szechuanica in uiterwaarden en oeverbossen op een hoogte van 1100 tot 4600 meter op matig droge, vers vochtige, neutrale tot alkalische, zeer rijke, zand-grind bodems op zonnige standplaatsen. De soort is hitteminnend en meestal vorstbestendig.

## Variëteiten
Er zijn twee variëteiten:
- Populus szechuanica var. szechuanica met kale bladeren en knoppen.
- Populus szechuanica var. tibetica C.K.Schneid. met harige knoppen en bladstelen en aanvankelijk harige, later vaak kale bladen. Deze ondersoort groeit op hoogtes van 2000 tot 4500 meter in de provincies Sichuan en Xizang.

... ·  
P. ×acuminata · 
P. adenopoda · 
P. afghanica · 
P. alba (Witte abeel) · 
P. angustifolia (Smalbladige populier) · 
P. balsamifera (Ontariopopulier) · 
P. ×berolinensis (Siberische balsempopulier) · 
P. ×canadensis (Canadapopulier) · 
P. candicans · 
P. ×canescens (Grauwe abeel) · 
P. cathayana · 
P. davidiana · 
P. deltoides (Amerikaanse populier) · 
P. euphratica · 
P. fremontii · 
P.  grandidentata (Grofgetande populier) · 
P. guzmanantlensis ·  
P. heterophylla (Hartbladige populier) · 
P. ilicifolia · 
P. ×interamericana (Zwarte balsemhybride) · 
P. ×jackii · 
P. koreana · 
P.  lasiocarpa (Ruwe populier) · 
P. laurifolia (Laurierpopulier) · 
P. maximowiczii (Koreaanse balsempopulier) · 
P. mexicana · 
P. nigra (Zwarte populier) · 
P. nigra var. italica (Italiaanse populier) · 
P. rotundifolia · 
P. sieboldii · 
P. simonii (Chinese balsempopulier) · 
P. suaveolens · 
P. szechuanica · 
P. ×tomentosa ·  
P. tremula (Ratelpopulier) · 
P. tremuloides (Amerikaanse ratelpopulier) · 
P. trichocarpa (Zwarte balsempopulier) · 
P. tristis · 
P. wilsonii (Wilsonpopulier) · 
P. yunnanensis · 
...